# Список самых высоких зданий Франкфурта-на-Майне

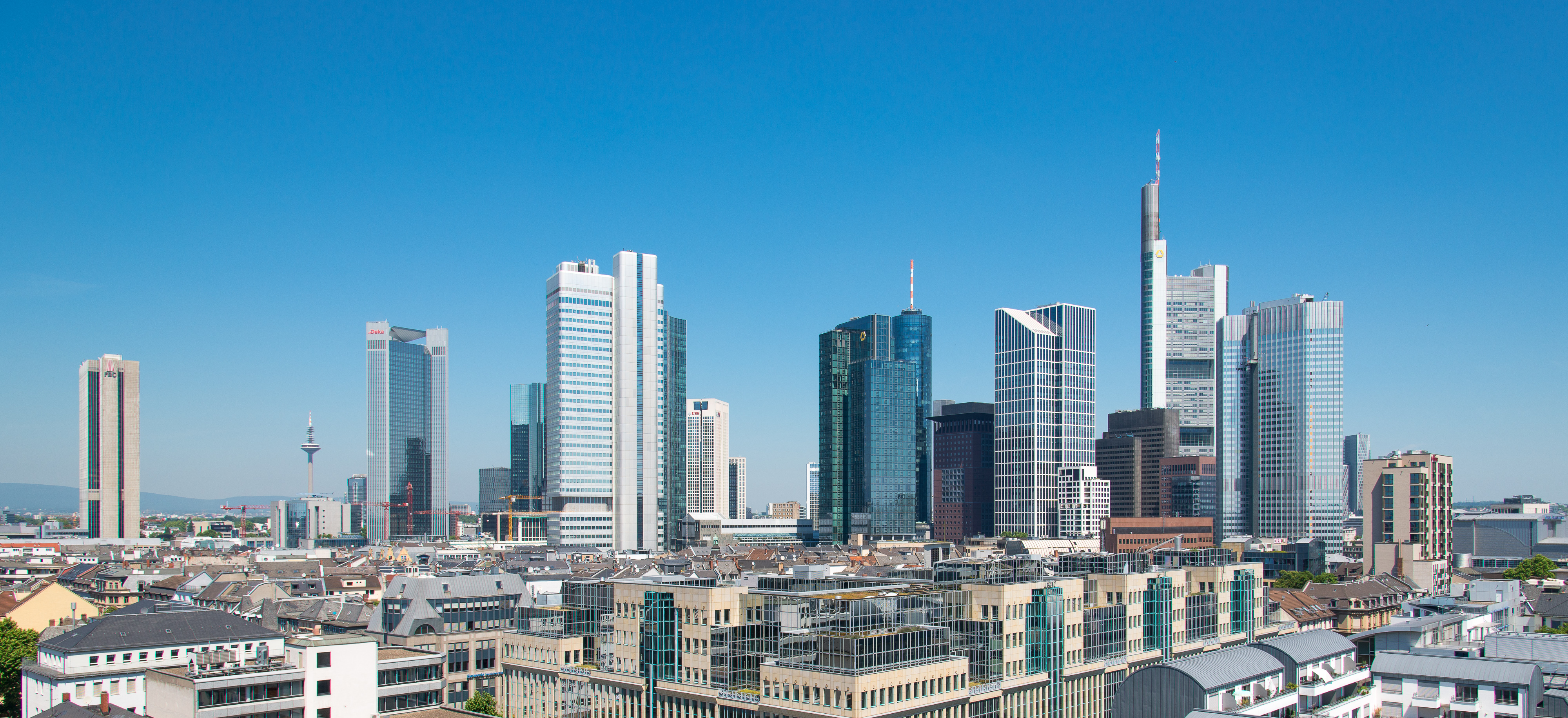
Центр города

Ниже представлен список зданий города Франкфурт-на-Майне (Германия) высотой 100 и более метров, таковых на 2024 год насчитывается 43. Самое высокое здание города — Коммерцбанк-Тауэр высотой 259 метров. В данный список включены только здания, но не сооружения, об этом см. ст. Список самых высоких сооружений Франкфурта-на-Майне. Десять самых высоких зданий страны расположены именно во Франкфурте.
В список включены уже построенные здания, а также здания, чьё строительство ещё не завершено, но они уже достигли своей максимальной расчётной высоты.

## Построенные здания
Сортировка по убыванию высоты. В столбце «Высота» указана архитектурная высота, то есть без антенн, флагштоков, громоотводов и прочих легко демонтируемых конструкций. Знак равенства = после порядкового номера означает, что здания имеют одинаковую высоту с точностью до 0,1 м.
| № п/п | Название                                      | Фото | Высота, м | Надземных этажей | Год окончания строительства | Примечания, ссылки |
| ----- | --------------------------------------------- | ---- | --------- | ---------------- | --------------------------- | --- |
| 1     | Коммерцбанк-Тауэр                             |      | 259       | 58               | 1997                        | Самое высокое здание не только города, но и страны с 1997 года по настоящее время, 12-е по высоте здание Европы (с учётом России). Высота с учётом шпиля составляет 300 метров.                                                                                 |
| 2     | Мессетурм                                     |      | 256,5     | 55               | 1990                        | Самое высокое здание Европы с 1990 по 1997 год. |
| 3     | Four                                          |      | 233       | 59               | 2024                        | Комплекс из четырёх небоскрёбов высотой 233, 173, 120 и 100 метров. Полное завершение строительства запланировано на конец 2024 либо начало 2025 года. |
| 4     | Westendstraße 1                               |      | 208       | 53               | 1993                        | |
| 5=    | Tower 185                                     |      | 200       | 55               | 2011                        | |
| 5=    | Майнтауэр                                     |      | 200       | 55               | 1999                        | Высота с учётом антенны составляет 240 метров. |
| 7     | One                                           |      | 190,9     | 49               | 2022                        | Часть комплекса Skyline Plaza. |
| 8     | Omniturm                                      |      | 190       | 45               | 2019                        | |
| 9     | Трианон                                       |      | 186       | 45               | 1993                        | |
| 10    | Штаб-квартира Европейского центрального банка |      | 185       | 45               | 2014                        | Высота с учётом антенны составляет 202,9 м. |
| 11    | Grand Tower                                   |      | 172 (180) | 47               | 2020                        | Самый высокий жилой дом в Германии, состоящий из 413 квартир. |
| 12=   | Опернтурм                                     |      | 170       | 43               | 2009                        | |
| 12=   | Таунустурм                                    |      | 170       | 40               | 2014                        | |
| 14    | Силбертурм                                    |      | 166,3     | 32               | 1978                        | Самое высокое здание страны с 1978 по 1990 год. |
| 15    | Westend Gate                                  |      | 159,3     | 47               | 1976                        | Высота с учётом антенны составляет 162 м. Самое высокое здание страны с 1976 по 1978 год. |
| 16    | Deutsche-Bank-Hochhaus I                      |      | 158       | 40               | 1984                        | |
| 17=   | Deutsche-Bank-Hochhaus II                     |      | 155       | 38               | 1984                        | |
| 17=   | Marienturm                                    |      | 155       | 37               | 2019                        | Основной арендатор — Goldman Sachs (США). |
| 19    | Скайпер                                       |      | 153,8     | 38               | 2004                        | |
| 20    | Eurotower                                     |      | 148       | 39               | 1977                        | |
| 21    | One Forty West                                |      | 145       | 40               | 2020                        | Небоскрёб построен на месте снесённого здания AfE-Turm. |
| 22    | Frankfurter Büro Center                       |      | 142,4     | 40               | 1980                        | |
| 23    | City-Haus I                                   |      | 142,1     | 42               | 1974                        | Самое высокое здание страны с 1974 по 1976 год. |
| 24    | Neuer Henninger-Turm                          |      | 140       | 40               | 2017                        | Небоскрёб построен на месте снесённого здания Henninger-Turm. |
| 25=   | Галилео                                       |      | 136       | 38               | 2002                        | |
| 25=   | Некстауэр                                     |      | 136       | 35               | 2010                        | В состав комплекса входит гостиница высотой 99 метров, в данный список она не включена. |
| 27    | Поллукс                                       |      | 130       | 33               | 1999                        | Комплекс, состоящий из двух небоскрёбов и носящий имя двух известных участников похода аргонавтов и Калидонской охоты (также используется название Forum Frankfurt), состоит из зданий «Поллукс» (130 м) и «Кастор» (95 м), который в данный список не включён. |
| 28    | The Spin                                      |      | 128       | 31               | 2023                        | |
| 29    | Garden Tower                                  |      | 127       | 25               | 1976                        | |
| 30    | Messe Torhaus                                 |      | 117       | 30               | 1985                        | |
| 31=   | Japan Center                                  |      | 115       | 27               | 1996                        | |
| 31=   | Park Tower                                    |      | 115       | 29               | 1972                        | |
| 33    | Вестхафен-Тауэр                               |      | 112,3     | 31               | 2003                        | |
| 34    | IBC                                           |      | 112       | 30               | 2003                        | |
| 35=   | Büro Center Nibelungenplatz                   |      | 110       | 27               | 1966                        | |
| 35=   | Eurotheum                                     |      | 110       | 31               | 1999                        | |
| 35=   | WinX                                          |      | 110       | 30               | 2019                        | Является частью строящегося комплекса «Главные ворота». |
| 38    | Neue Mainzer Straße 32–36                     |      | 108,6     | 28               | 1973                        | |
| 39    | Senckenberg-Turm                              |      | 106       | 26               | 2022                        | Основной арендатор — BNP Paribas (Франция). |
| 40    | Leonardo Royal Hotel Frankfurt                |      | 100       | 28               | 1972                        | |

## Будущие и бывшие небоскрёбы
- AfE-Turm[нем.] — небоскрёб высотой 116 метров (32 этажа), существовал с 1972 по 2014 год, пока не был демонтирован в связи с экономической целесообразностью. Являлся самым высоким зданием города с 1972 по 1974 год[8].
- Henninger-Turm[нем.]. Силос для зерна, могущий вместить в себя 16 000 тонн в «ячменном эквиваленте». Имел высоту 120 метров и 33 этажа, существовал с 1961 по 2013 год[9], являясь самым высоким сооружением подобного рода в мире, пока не был демонтирован в связи с экономической целесообразностью. На освободившемся месте в 2014 году была заложена жилая башня проектируемой высотой 140 метров на 207 квартир класса люкс. Окончание работ запланировано на конец 2016 года[10].
- Башня Тысячелетия[нем.] — планируемый небоскрёб высотой 369 метров, 97 этажей[11]. Разработка строительства ведётся с начала 2000-х годов под эгидой миллиардера и Президента США Дональда Трампа[12].

## См. также

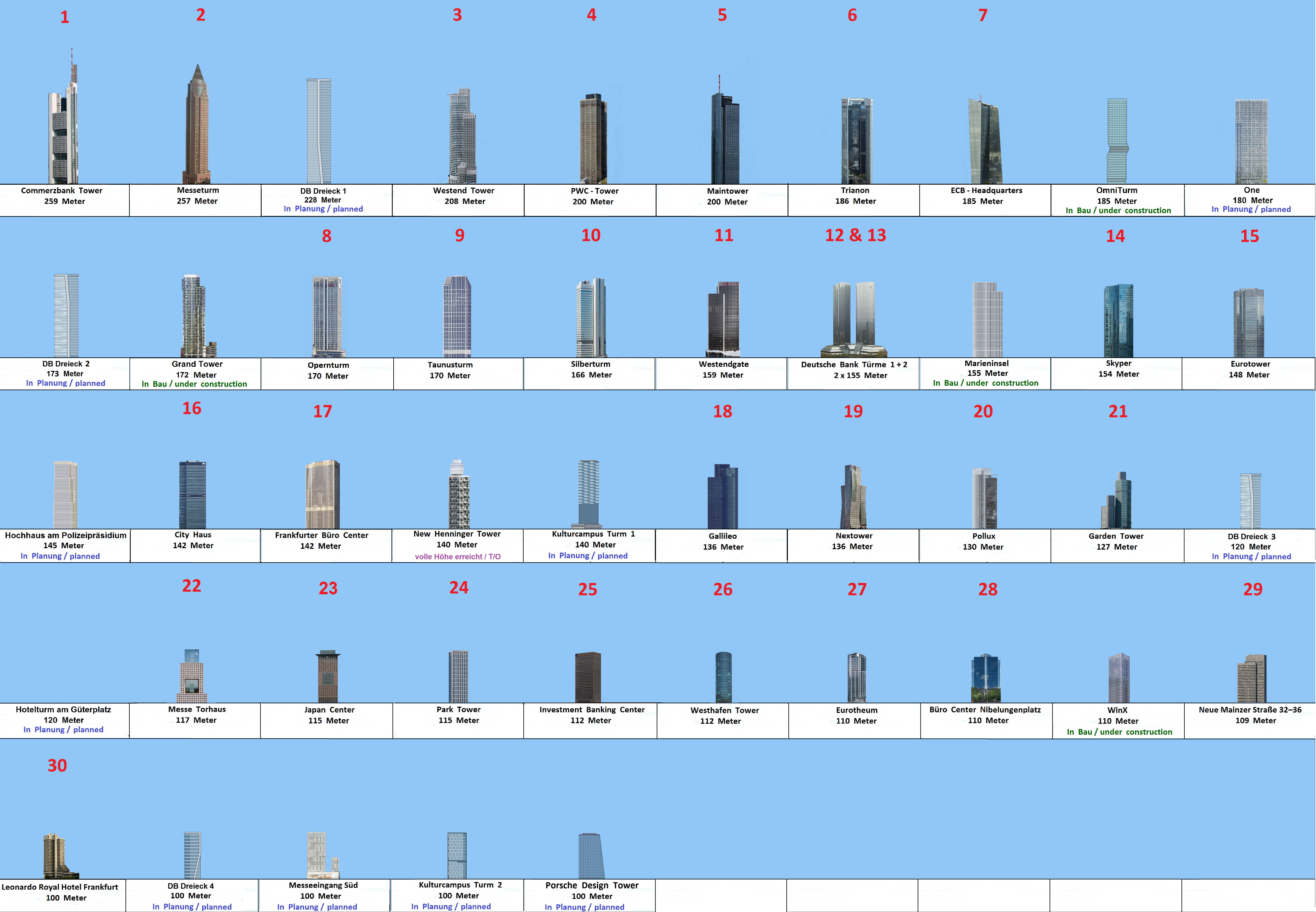
Самые высокие здания Франкфурта-на-Майне (2016 год)